# 国際連合安全保障理事会決議208
国際連合安全保障理事会決議208（こくさいれんごうあんぜんほしょうりじかいけつぎ208、英: United Nations Security Council Resolution 208）は、1965年8月10日に国際連合安全保障理事会で採択された決議である。国際司法裁判所のアブデル・ハミド・バダウィ判事の死去に哀悼の意を表し、国際連合総会の第20会期で後任を選出するための選挙を行うことを無投票で決定した。